# Montagne de la Lance
Pour les articles homonymes, voir Lance (homonymie).
La montagne de la Lance se situe dans le sud de la Drôme (Drôme provençale), et fait partie des Préalpes du Sud. Elle culmine à 1 340 mètres (Rocher Garaux). Ses crêtes marquent les limites des communes de Teyssières, Montjoux, Roche-Saint-Secret-Béconne, Montbrison-sur-Lez, Le Pègue, Venterol et Aubres. Dans son sens le plus large, le « massif de la Lance » comprend les collines qui la bordent, notamment sur son front sud, qui forme la limite avec la plaine du Tricastin.

## Géographie

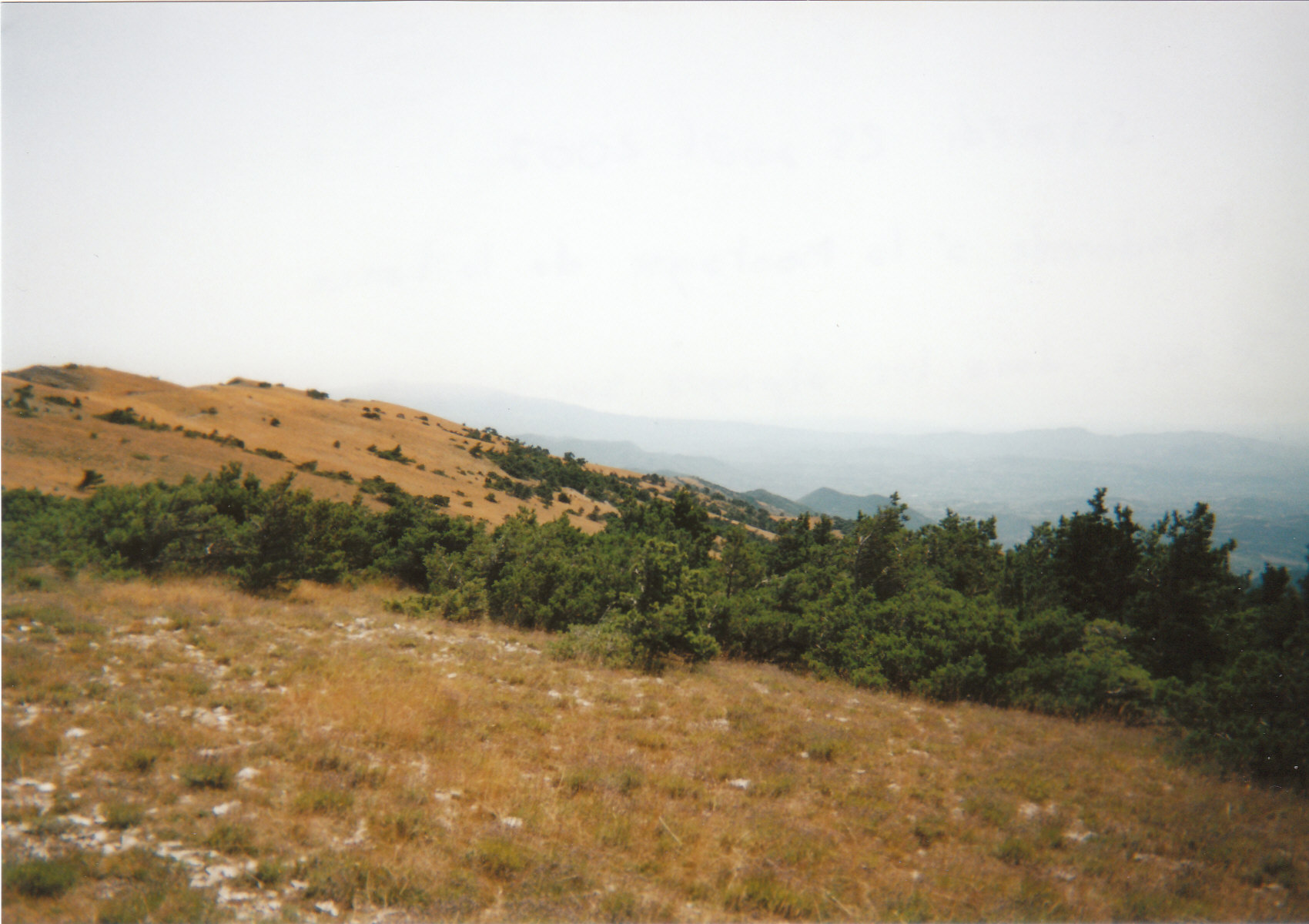
Alpages sur la crête de la Lance

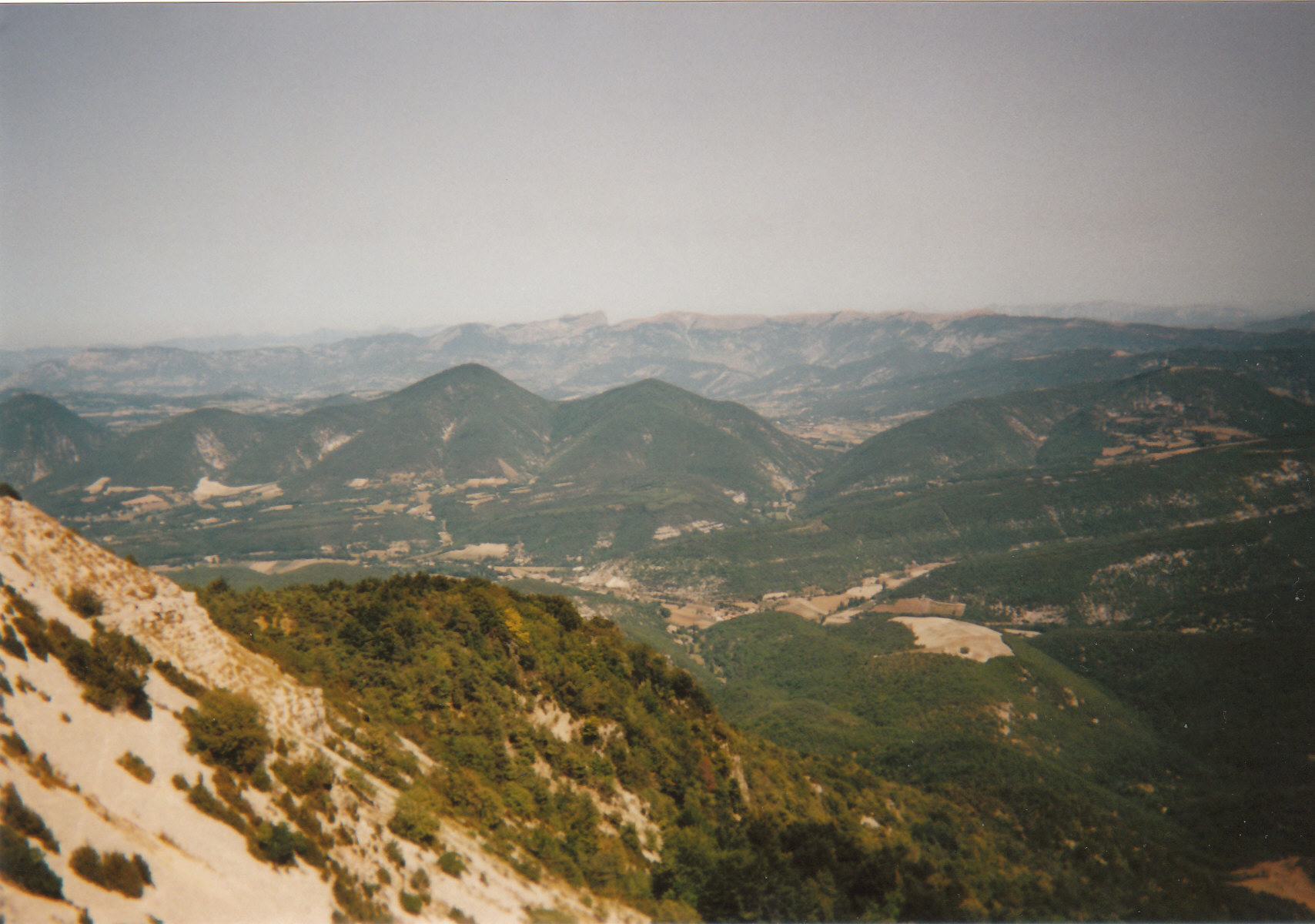
Au fond les Trois Becs, le Grand Delmas au nord

La montagne de la Lance est marquée par une crête faite d'alpages qui surplombe un massif forestier. En hiver, la montagne de la Lance est fréquemment enneigée, mais ne le reste jamais longtemps. En été, la crête de la Lance apparaît avec des alpages roux.
La montagne Lance constitue une barrière climatique importante, sur laquelle viennent buter l'essentiel des remontées méditerranéennes déjà altérées par la distance de la mer Méditerranée. Ainsi, au sud de cette montagne s'étendent des forêts de chênes verts (le flanc sud de la Lance en est recouvert, en association avec le genévrier cade, le filaire à feuilles étroites et, par endroits, le pin d'Alep ou encore le genévrier de Phénicie). Au nord, le chêne vert n'apparaît plus, même si quelques peuplements bien exposés persistent le long du Rhône.
Le panorama sur la crête est marqué par une rupture :
- du côté ouest on a un point de vue sur la vallée du Rhône. C'est ainsi que l'on peut voir la centrale nucléaire du Tricastin et les éoliennes de Donzère bordant l'autoroute A7 ;
- à l'est un paysage plus sauvage et montagneux avec les Préalpes du Sud et notamment la montagne d'Angèle ;
- également le Diois avec notamment les Trois Becs au nord ;
- puis le mont Ventoux et les Dentelles de Montmirail, au sud.

Le rocher des Aures est un promontoire calcaire culminant à près de 700 mètres sur le flanc ouest de la montagne de la Lance, dans le territoire de la commune de Roche-Saint-Secret-Béconne. Autrefois peuplé par les Celtes qui nommèrent leur ville Aéria, il abrite plusieurs grottes. On trouve des ruines sur sa partie centrale.

## Activités
Les alpages servent pour l'élevage ovin et bovin. En dehors de quelques troupeaux de brebis ou de vaches venus pour pâturer, il s'agit d'un site naturel sauvage où l'on peut parfois trouver quelques rares randonneurs. Au pied du rocher se trouve un départ de randonnée pour la ferme de la Lance (914 mètres), qui rejoint le GR9 du pays de Dieulefit ; le sentier monte également au sommet de la montagne de la Lance.
Plusieurs structures travaillent autour de ce massif, qu'il s'agisse d'entités territoriales : 
- Pays « Une Autre Provence » ;
- Parc naturel régional des Baronnies provençales ;

ou d'associations : 
- ANACR (Anciens Combattants) ;
- AVEN (Association pour le Patrimoine de Venterol) ;
- ARDEC (Association rochoise pour le développement économique et culturel) ;
- MACT (Montbrison Archéologie Culture Tourisme) ;
- Musée du Pègue.

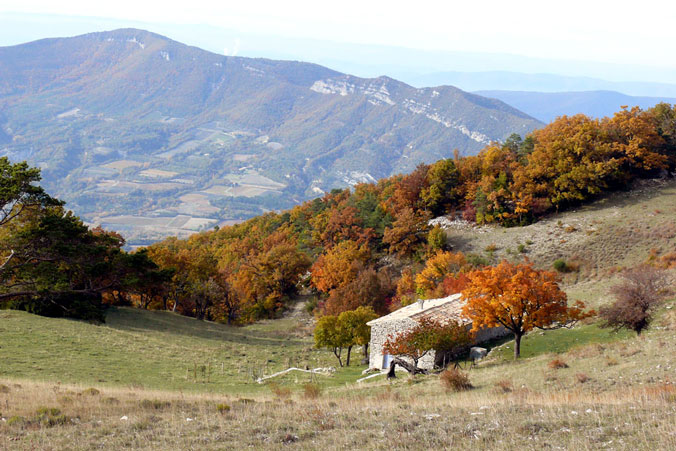
Cime Rozier vue de la ferme de la Lance.
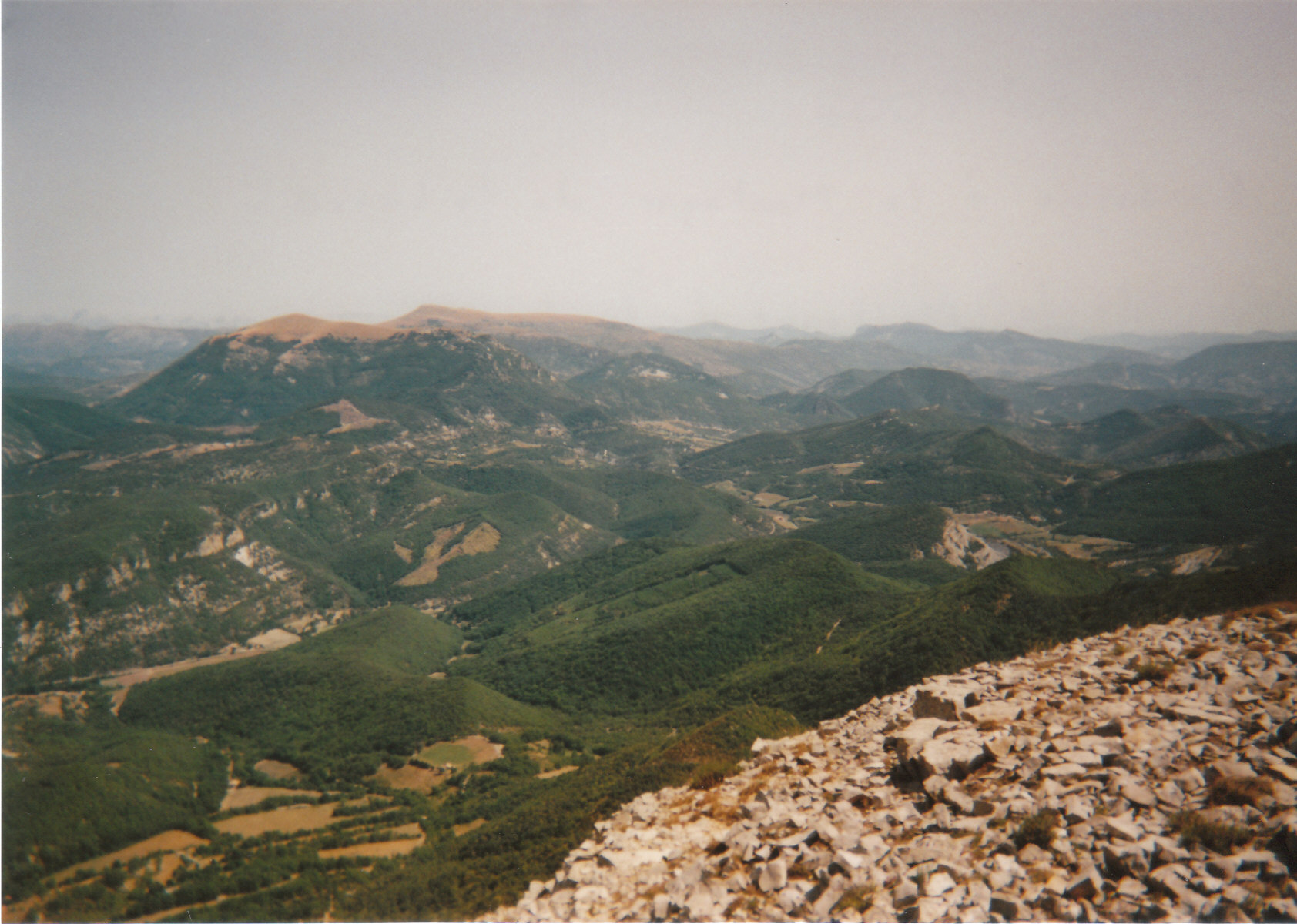
Préalpes à l'est avec la montagne d'Angèle très proche
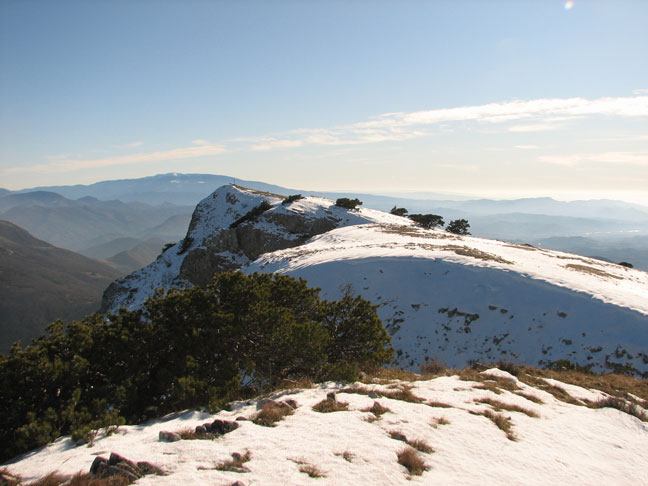
Sommet de la Lance